# Мессианский пир
Мессианский пир (мессианская трапеза) — в иудаизме это эсхатологическая трапеза, символизирующая, согласно Священному Писанию, единение Бога и человека. Иудеи считают, что когда придёт Мессия, состоится пир, на котором воссядут избранные Богом. Они угостятся блюдами из тел убитых чудовищ Бегемота и Левиафана. Эта трапеза будет представлять собой своего рода торжественный приём, устроенный Богом избранному народу. 
Трапеза сопровождается молитвой и жертвоприношением и означает духовное общение участников между собой, в котором незримо принимает участие Господь.

 Пришел некто из Ваалшалиши и принес человеку Божию хлебный начаток — двадцать ячменных хлебцев и сырые зерна в шелухе. И сказал Елисей: отдай людям, пусть едят. И сказал слуга: что тут я дам ста человекам? И сказал он: отдай людям, пусть едят; ибо так говорит Господь: «насытятся и останется». Он подал им, и они насытились, и ещё осталось, по слову Господню — 4 Цар. 4:42—44

## Евангелие от Иоанна
Геннисаретское озеро
Один из сюжетов, связанных с мессианским пиром, встречается в Новом завете. У Геннисаретского озера (Тивериадское озеро) Иисус Христос наделяет каждого верующего пищей из своих рук. Писание описывает эту трапезу, как чудесное насыщение многих, однако, утоление голода не было целью Иисуса Христа. Подобная сакральная трапеза позволяет верующим очиститься для того, чтобы в дальнейшем принять участие в мессианском пире, на котором они смогут обратиться к Самому Господу Богу. Разделить трапезу с Самим Господом они смогут только в том случае, если станут сотрапезниками Сына Человеческого (Иисуса). Верующие, принимающие от Него пищу не догадываются о священном значении этого ритуала. Они благодарят Иисуса и вкушают её вместе с ним, становясь, таким образом, участниками будущего торжества.
Тайная вечеря
Тот же самый сюжет повторяется и во время Тайной вечери Иисуса со своими учениками. Во время трапезы он берёт хлеб и, произнеся над ним слова благодарения, оделяет им каждого за столом. Его речь — не простая благодарность за возможность трапезничать, а священная молитва, вознесённая к Богу. Своей молитвой Иисус предвещает наступление Царства Божьего и пира в этом Царстве, на котором будут присутствовать все, кто принял от него хлеб и вино. Благодарения и просьбы о Царстве Божьем и его благах стали ключевым моментом во время ритуальных общинных трапез. Верующие часто повторяли трапезы благодарения, ожидая, что Господь появится перед ними и превратит вкушение пищи в мессианский пир. Так возник первохристианский ритуал трапезы как повторение Тайной вечери Иисуса и Его учеников.

## Апокалипсис Иоанна
Апокалипсис (Откровение Святого Иоанна Богослова) является последней книгой Нового Завета. Она признаётся историками одним из самых трудных для понимания священных писаний. Здесь мессианский пир тоже играет важную роль.
Отк. 3:20
Ce, стою у двери и стучу: если кто услышит голос Мой и отворит дверь, войду к нему и буду вечерять с ним, и он со Мною
Отк. 2:17
Имеющий ухо да слышит, что Дух говорит церквам: побеждающему дам вкушать сокровенную манну, и дам ему белый камень и на камне написанное новое имя, которого никто не знает, кроме того, кто получает
Манна небесная — священная духовная пища, после вкушения которой человек больше не испытывает чувство голода. Впоследствии она стала символом трапезы мессианского пира. Белый камень с именем, который получает каждый верующий, попробовавший манну, является своеобразным «пропуском» на пир.

## Апокалипсис Варуха
Упоминания о Мессианском пире также содержатся в Апокалипсисе Варуха, написанном около 117 г. Согласно ему, пир начинается сразу после явления Мессии:
```

```

Тогда начнет открываться Мессия. И явится Бегемот из страны своей, и Левиафан поднимется из моря: оба эти чудовища, которых Я создал в пятый день творения и сохранял до сего времени, тотчас станут пищей для всех, кто останется. И плодородие земли увеличится в десять тысяч раз; на одной виноградной лозе будет тысяча побегов, и на каждом побеге — по тысяче гроздей, и в каждой грозди — по тысяче ягод, и каждая ягода даст меру вина. И те, кто голодал, будут есть в изобилии. И будут они затем каждый день созерцать чудеса. Ибо от Меня будет исходить ветер, дабы утро за утром приносить им благоухание ароматных плодов; а в конце дня облака будут проливать целительную влагу. И в то время манна снова упадет с неба, и они будут питаться ею в те годы, ибо они пережили конец времен— Апок. Вар. 29:3—8
Таким образом, Левиафан и Бегемот уготовлены для того, чтобы стать пищей для будущего Мессианского пира. Вкусив их, люди смогут приобщиться к Божественному и разделить свою трапезу вместе с Господом. Левиафан и Бегемот представляют собой божественную природу, поэтому поедание их означает преобразование божественной сущности.

## Мессианский пир в молитве «Отче наш»
Согласно одному из толкований молитвы «Отче наш», в ней так же присутствует представление о мессианском пире. Якобы в четвертой просьбе молитвы речь идет не о ежедневном хлебе, а о мессианском пире. Согласно этому толкованию, как и в остальных просьбах, верующие умоляют здесь об одном из благ грядущего Царства Божьего, а именно о пище Царства. Поэтому хлеб здесь будто бы означает не обычную еду, а священную пищу, которую Господь разделит со своими верующими. Другими словами: пусть Твое Царство, в котором мы будем вкушать пищу мессианского пира, наступит без промедления. Именно мессианский пир позволяет людям приблизиться к Богу и достичь в разговоре с ним душевного единения.